# Иредентизам
Иредентизам је назив за националистичке покрете и идеологије који се залажу за мењање државних граница како би етничке мањине које живе на поједином подручју дошле под власт државе где чине већину.
Назив долази од израза Italia Irredenta кога су у другој половини 19. века користили италијански националисти како би описали подручја са значајном италијанском мањином који су након завршетка уједињења Италије остали ван власти нове италијанске државе. 
С обзиром да су Европи, поготово њеним источним деловима, границе готово никада нису биле или нису могле бити повучене у складу са етничким саставом становништва (који се исто тако мењао у складу са разним економским, политичким и демографским трендовима), готово свака национална држава у 20. веку је, на један или други начин, или имала властити иредентистички покрет или била погођена истим.
Иредентизам је и данас службена политика неких држава и узрок тињајуће нестабилности у многим деловима света (спор Индије и Пакистана око Кашмира, кинеско непризнавање Тајвана као самосталне државе).